# Pothyne philippinica
Pothyne philippinica är en skalbaggsart som beskrevs av Stefan von Breuning 1940. Pothyne philippinica ingår i släktet Pothyne och familjen långhorningar.
Artens utbredningsområde är Filippinerna. Inga underarter finns listade i Catalogue of Life.